# Ben Cotton
Ben Cotton (* 26. Juli 1975 in Edmonton, Alberta) ist ein kanadischer Schauspieler.

## Leben
Cotton studierte zwei Jahre an der American Musical and Dramatic Academy in New York unter anderem bei Larry Moss, Cameron Thor und Ben Ratner. Er belegte Auditioning Workshops bei John Aiello, Christian Kaplan und Lisa Mionie. Nach zahlreichen Nebenrollen ab 1999 in Film und Fernsehen, gelang ihm 2004 mit der Verkörperung des Dr. Kavanagh in der Fernsehserie Stargate Atlantis der Durchbruch. Von 2010 bis 2011 war er in der Fernsehserie Hellcats in einer tragenden Rolle zu sehen.

## Filmografie (Auswahl)
- 2004–2009: Stargate Atlantis (Stargate: Atlantis, Fernsehserie, 6 Folgen)
- 2005: 4400 – Die Rückkehrer (The 4400, Fernsehserie, Folge 2x05 Suffer The Children)
- 2006: Slither – Voll auf den Schleim gegangen (Slither)
- 2006–2007: Psych (Fernsehserie, 3 Folgen)
- 2007: Supernatural (Fernsehserie, Folge 3x01 The Magnificent Seven)
- 2007: Die Geheimnisse von Whistler (Whistler, Fernsehserie, 8 Folgen)
- 2008: jPod (Fernsehserie, Folge 1x01 I Love Turtles)
- 2008: Mayerthorpe (Fernsehfilm)
- 2008: Der Tag, an dem die Erde stillstand (The Day the Earth Stood Still)
- 2009: Harper’s Island (Fernsehserie, 7 Folgen)
- 2009: Christmas in Canaan (Fernsehfilm)
- 2009: Messages Deleted
- 2009–2010: Riese (Fernsehserie, 6 Folgen)
- 2010: Werwolf wider Willen (The Boy Who Cried Werewolf, Fernsehfilm)
- 2010: 30 Days of Night: Dark Days
- 2010: Shattered (Fernsehserie, 1 Folge)
- 2010–2011: Hellcats (Fernsehserie, 10 Folgen)
- 2012: Dawn Rider
- 2012: Battlestar Galactica: Blood & Chrome
- 2014: The 100 (Fernsehserie, 1 Folge)
- 2014: Eissturm aus dem All (Christmas Icetastrophe, Fernsehfilm)
- 2014: Continuum (Fernsehserie, 1 Folge)
- 2014: Motive (Fernsehserie, 1 Folge)
- 2014: Zodiac – Die Zeichen der Apokalypse (Zodiac: Signs of the Apocalypse, Fernsehfilm)
- 2016: Mars (Fernsehserie, 2 Folgen)
- 2016: The Unseen
- 2017: Rogue (Fernsehserie, 3 Folgen)
- 2019: Riverdale (Fernsehserie, 1 Folge)
- 2020: Charmed (Fernsehserie, 2 Folgen)
- 2021: Resident Alien (Fernsehserie, 5 Folgen)
- 2023: The Night Agent (Fernsehserie)